# Lempty
Lempty ist ein Ort und eine zentralfranzösische Gemeinde (commune) mit 405 Einwohnern (Stand: 1. Januar 2022) im Département Puy-de-Dôme in der Region Auvergne-Rhône-Alpes. Die Gemeinde gehört zum Arrondissement Thiers und zum Kanton Lezoux.

## Lage
Lempty liegt etwa 17 Kilometer ostnordöstlich von Clermont-Ferrand am Fluss Litroux. Umgeben wird Lempty von den Nachbargemeinden Culhat im Norden, Lezoux im Osten, Seychalles im Süden sowie Beauregard-l’Évêque im Westen und Südwesten.

## Bevölkerungsentwicklung
| Jahr                       | 1962 | 1968 | 1975 | 1982 | 1990 | 1999 | 2008 | 2013 |
| Einwohner                  | 233  | 221  | 207  | 237  | 234  | 261  | 317  | 536  |
| Quellen: Cassini und INSEE |      |      |      |      |      |      |      |      |

## Sehenswürdigkeiten
- Kirche